# شهرستان شی‌فنگ (لیائونینگ)
شهرستان شی‌فنگ (به انگلیسی: Xifeng County) یک شهرستان در چین است که در تیلینگ واقع شده‌است. شهرستان شی‌فنگ ۲٬۶۹۹ کیلومتر مربع مساحت و ۳۴۰٬۰۰۰ نفر جمعیت دارد و ۱۹۹ متر بالاتر از سطح دریا واقع شده‌است.